# 保罗 (使徒)
保羅（约3年－约67年），天主教會與正教會譯保祿，唐朝景教譯寶路法王，本名掃羅·以利亞（Shaul Eliyahu），又稱大數的掃羅（Saul of Tarsus，天主教譯塔爾索的掃祿），是早期基督教中最具有影响力的传教士之一，為基督徒的第一代领导人之一，雖非耶穌的十二使徒，但首创向非犹太人传播耶穌基督的福音，因此被奉為「外邦人的使徒」。在诸多参与基督信仰传播活动的使徒与传教士之中，保羅通常被认为是除了耶穌基督之外，整个基督教历史上最重要的人物，并且是史上最伟大的宗教领导者之一，耶穌的第一門徒圣彼得排行則是第三。《新约圣经》诸篇章约有三分之一是由他所写，是為保羅書信。他在整个罗马帝国的早期基督教社群之中传播耶穌基督的福音，是第一位安提约基雅主教。
保羅自三十几岁至五十几岁，在小亚细亚建立了好几个教会，在欧洲建立了至少三个，包括哥林多教会。他一生中至少進行了三次漫長的宣教之旅，足跡遍至小亞細亞、希臘、義大利各地，在外邦人中建立了許多教會，影響深遠。
在天主教會及聖公會，其紀念聖日為6月29日，與圣彼得聯合慶祝。

## 对于保罗生平的记载
关于保罗的生平，主要的信息来源就是他的书信和《使徒行傳》中提供的资料，但是对于他一生的几个部分都缺少紀錄。二十世纪的学者和精神学家，比如汉斯·康泽尔曼和约翰·诺克斯，对于使徒行传的历史真实性亦有所争辩。保罗对他自己背景的记述主要可以在《加拉太书》中找到。根据有些学者的见解，使徒行传中对于保罗走访耶路撒冷的记述与保罗书一信中的记述社會矛盾。有些学者认为后者更为可靠。
在《新约圣经》以外，还有提到了保罗的文献包括：
- 克莱孟一世的《革利免前書》（第一世紀末或第二世紀初）
- 安條克的依納爵的《羅馬書信（英语：To the Romans）》（第二世紀初）
- 坡旅甲給腓立比人的書信（英语：Polycarp's letter to the Philippians）
- 在反基督猶太文獻「耶稣一生」中稱其為「以利亞的掃羅」（Shaul Eliyahu）並成了與耶穌對抗的反對者（公元1500年左右之文獻）

## 名字
聖經上，保羅與掃羅是同一人。他原名掃羅又名為保羅（使13:9）。
他的第一個名字為掃羅（希伯來語：שָׁאוּל，Sha'ul或Šāʼûl，通用希臘語：Σαούλ（Saul）或Σαῦλος（Saulus），原義是要求、祈求），是個希伯來文名，可能是源自於便雅憫支派的先祖，第一個以色列王掃羅王。因家鄉為大數（又譯塔爾索），所以根據當時的習俗也被稱為大數的掃羅（希伯來語：שאול התרסי，Saul of Tarsus）
另一個名字保羅（拉丁語：Paulus，通用希臘語：Παῦλος，Paulos），則是一個拉丁文名字。因為他出生就是羅馬公民，後因神命名而取名為保羅。
在《使徒行傳》中，一開始稱呼他為掃羅。在大馬士革時，耶穌首次顯現在保羅面前，稱呼他為掃羅，使用希伯來文。隨後，主顯現在亞拿尼亞面前，稱呼他為大數的掃羅。亞拿尼亞去會見掃羅，為他禱告時，稱呼他為兄弟掃羅。在賽普勒斯的帕弗傳教時，他第一次被稱為保羅，之後就改用保羅來稱呼他。
在新約其他部份，則是直接稱呼他為保羅。
學者馬可·包威爾認為，保羅的希伯來文名字掃羅，可能只在希伯來人聚居的地方使用，至於其他的外邦世界，則使用羅馬化的拉丁文名字保羅。

## 保羅的身世

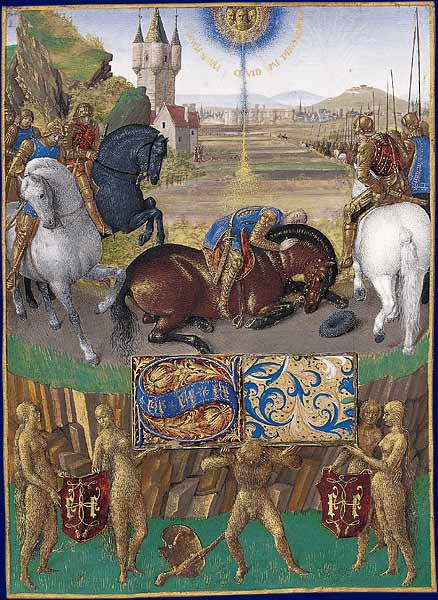
保羅看見異象

保羅出身猶太人家庭，屬於便雅憫支派，生於猶太省北方，基利家省的大數城。保羅很少提到他的父親，但從他自稱為法利賽人之子來看，他的父親可能出身法利賽人。他從小受到嚴格猶太律法教育，曾在耶路撒冷著名的學者迦瑪列門下學習，對舊約聖經有深入了解，最初也以法利賽人自居。因為他出生就擁有羅馬公民權，可知他父親也是羅馬公民。《使徒行傳》中，保羅在耶路撒冷傳教時，提到他姊姊的兒子，所以保羅至少有一個姊妹。在《羅馬書》的結尾，保羅曾提到他的母親，並向她問安，同時也提到他的一些親戚，例如比他還早歸信耶穌的安多尼古和猶尼亞安，希羅天、路求、耶孫、所西巴德。
在希臘帝國和希臘塞琉古帝國時代，大數是小亞細亞最具影響力的城市；在羅馬共和國和羅馬帝國時代，它仍然是地中海區域的主要貿易中心之一。當地盛行斯多葛主义，從保羅書信中熟練的使用斯多噶學派常用術語、哲學概念與議題，可知保羅對斯多噶主義也有研究。通用希腊语是當時羅馬帝國的通用語，也是地中海區最多人使用的共通語言，保羅能夠熟練的使用它來交談與寫作。此外，他對於古希臘文，與希臘哲學也有深入研究，受到相當良好的希臘化教育。
保羅出身的家族，有著長期虔信上帝，保持宗教潔淨的傳統。保羅從年輕時就開始學習以馬海毛織造帳篷的技藝，這個手藝可能是家族傳承的。在他開始傳道時，仍然以這門手藝來賺錢養活自己，也因為他這門手藝，讓他可以在地中海區旅行傳教，生活不致匱乏。

## 歸信基督
根據聖經記載，在成为基督的跟随者前，保羅起初認為耶穌是違背傳統猶太教信仰的異端，極力迫害基督徒。但後來他在往大馬色迫害門徒的途中，有大光從天上四面照著他，他就撲倒在地，聽見有聲音對他說：「掃羅、掃羅，你為什麼逼迫我？」他說：「主啊，你是誰？」主說：「我就是你所逼迫的耶穌。起來，進城去，你所應當做的事，必有人告訴你。」與保羅同行的人站著說不出話來，聽見聲音，卻看不見人，保羅從地上起來，睜開眼卻不能看見什麼。有人拉著他的手，領他進了大馬士革，他三日不能看見，也不吃，也不喝。在大馬士革，主所差的弟兄阿拿尼亞按手在保羅身上並說：「在你來的路上向你顯現的耶穌，就是主，差我來，叫你能看見，又被聖靈充滿。」保羅的眼睛上，好像有鱗立刻掉了下來，他就能看見，恢復了視力，並且受浸。之後成為教會主要的傳教者之一，將基督教信仰推廣到地中海各地。
保羅稱呼自己是一位使徒，或外邦人的使徒。由於他不是耶穌的直接門徒，故未被列入於十二使徒之列，但是他多次強調，他是由上帝與耶穌基督直接選定的。
透过他的傳道和写作，他最终改变了地中海盆地周围的宗教信仰和哲学。

## 傳教工作
約35年保羅歸信耶穌基督後，開始傳揚耶穌的福音，但他沒有隨即上耶路撒冷去找其他使徒，而是獨自退到阿拉伯半岛的曠野，在那裡一段時間，與神交通，得著啟示，3年後回到大馬士革，其後再到耶路撒冷及大數。一開始教會人士因為他曾經迫害過教會信徒，對他有疑慮，但他得到使徒彼得與主的兄弟雅各的接納與支持，成為教會的一份子。約43年左右，巴拿巴到大數城請他出來協助安提阿聖工，後來就在安提阿蒙聖靈差遣，出外傳道。保羅出外三次以上，傳福音的方向始終朝向非猶太人的地方，蒙聖靈同工，聖工發展，到處設立教會，把耶穌的福音傳遍了地中海沿岸一帶地方。
除此之外，保羅亦藉著他的書信來勉勵，教導他建立的教會及聖工人員。他的書信常常充滿著關懷之愛，但對於異端的侵擾與行為的敗壞，則加以嚴厲斥責。他的書信是教會史上極重要的著作，對於基督教真理的闡揚與辯護有極大的貢獻，也是基督宗教信徒今日信仰的寶卷。他的書信收錄在新約聖經中的有十三卷，通稱為保羅書信，按次序即從羅馬書至費肋孟書／腓利門書。
保羅本來熱衷律法，迫害教會，但後來悔改，為了傳揚耶穌，受苦受害，他有高深的學問，且享有羅馬公民的特權及崇高的社會地位，但他都當作有損的，為得著基督，願意丟棄萬事，以耶穌基督為至寶，這種智慧的選擇及犧牲的精神值得基督宗教信徒效法。當時由於猶太教領袖及祭司長迫害基督教徒，他們在耶路撒冷鼓動不信耶穌基督的猶太人抓住保羅，並將其解往羅馬政府，要求處死。使徒行傳28章指保羅解往羅馬後被軟禁兩年，在羅馬士兵看守下繼續傳褔音。根據基督教傳說，尤其是新约外典《克莱孟一书》5章7節和《穆拉多利殘卷》的記載裡，保羅在羅馬監禁兩年後被釋放，後來在第四次旅行佈道，出往西班牙與大不列顛島，但雖然這確實是保羅的意圖，這個證據依然還是非決定的。最後當他在第二次又被囚羅馬監獄，約於西元67年，羅馬皇帝尼祿在位時殉道。

### 早期的传教活动
在信主之后，保罗来到了大马士革，使徒行传说在那里他的眼盲治愈了，并且大马士革的亚拿尼亚为他施洗。保罗说在大马士革他差一点就死了。保罗还说他接着去了阿拉伯，然后又回到了大马士革。保罗到阿拉伯的旅行没有在圣经其他任何部分提到，有些人认为其实他去的是西奈山，在那里的沙漠之中默想。
保罗声称他不是从使徒那里得到的福音，而是由耶稣基督直接向他展示。他自稱自己為神的僕人，耶穌基督的使徒，其中神的僕人這個稱號，傳統上是用來稱呼摩西的。
当公元45-46年之时，猶太地區发生了一场饥荒，保罗和巴拿巴旅行到耶路撒冷，去分发从安提阿基督社团得到的财产。据使徒行传所述，安提阿彼时已是因司提反之死且大批基督徒遭驱离后另一个基督徒聚集的中心。在安提阿，耶稣的追随者第一次被称为“基督徒”。

### 保羅的三次传教旅行

#### 第一次传教旅行
使徒行传的作者把保罗的旅行分成三段。第一次旅行，一开始由巴拿巴带领，保罗从安提阿来到了塞浦路斯，然后又去了小亚细亚南部，接着回到了安提阿。在塞浦路斯，保罗驳斥了法术师以吕马并使其眼盲，因为以吕马批评了他们的教诲。从此刻开始，保罗被描写成这一次旅行团队的领导者。
他们又航行去了位于旁非利亚的別加，約翰馬可离开并回到了耶路撒冷。保罗和巴拿巴继续去了彼西底安提阿。在安息日他们去了犹太教堂。教堂领导者邀请他们去演讲。保罗回顾了以色列自埃及至大卫王的历史。他把耶稣作为由神给大卫的后裔来介绍。他说，他们是为了把拯救的消息带给大家才来到了这里。他细数了耶稣死而复活的故事。他引用了七十士译本来强调耶稣就是那个应许的受膏者，将为他们带来罪的赦免。

#### 第二次传教旅行
在公元49年秋天，保罗从耶路撒冷开始了他的第二次传教旅行。这是在和耶路撒冷会議争论了割礼问题之后启程的。在他们环绕地中海的旅程之中，保罗和他的同伴巴拿巴在安提阿停留，在那里他们激烈争论是否应该带上約翰馬可与他们一起旅行。使徒行传说，約翰馬可在第一次传教旅行到塞浦路斯中离开他们回家了。由于无法达成一致，保罗和巴拿巴决定分开。巴拿巴和約翰馬可同行，而西拉与保罗同行。
保罗和西拉首先访问了大数（保罗的出生地）、特庇和路司得。在路司得，他们遇到了提摩太──一个被称颂的信徒。他们决定带上提摩太。教会信眾保持增长，信众与日俱增，并且每日不断加强他们的信仰。
保羅的第二次宣教旅程在50年至53年進行，歷時約三年，這次保羅與西拉和提摩太同行，旅程中保羅見異象，首次把福音傳入歐洲，前往了馬其頓。在這次旅程，他們在腓立比、特羅亞、帖撒羅尼迦、哥林多等地建立了教會。

#### 第三次传教旅行
以在加拉太和弗吕家的旅行为开端，保罗开始了他的第三次传教之旅。然后保罗去了以弗所，一个早期基督教的信仰中心，在那里停留了约有三年。据圣经所述，他行了诸多奇迹，医治众人，驱逐恶魔，并且把有组织的传教活动带入了内地（羅馬帝國境內）。
而保羅的第三次宣教旅程在52年至57年進行，以以弗所為基地，期間再次穿越馬其頓，旅程最後以耶路撒冷作為旅程的終點站。

### 晚年及殉道
關於保羅的晚年眾說紛紜，有人說保羅在羅馬囚禁兩年之後獲得釋放，當時大約在公元63年。獲釋之後的保羅曾去過馬其頓、特羅亞、尼科波利斯等各地巡視教會、探訪同工。又於公元65年再度被捕，也是最後一次入獄，然而在此五年當中，沒有寫給其他教會的書信。比起兩年前的牢獄生活中寫了三封書信（腓利比書、歌羅西書及腓利門書）顯然是少了許多，有人認為這是很不尋常的現象。
保羅最後一次被捕入獄，情形與前次大不相同，因法庭不需再等待原告的對質，所以有嚴謹約束、速判速決的可能。除了使徒行傳的作者路加以外，所有的同工、朋友們都不在身邊，又因為當時有連坐處分的危險，連探監的人都極其稀少。保羅知道他們的為難，所以說“但願這罪不歸與他們”（提摩太後書4:16）。還好保羅擁有羅馬公民的身分，尚有較優渥的待遇，得以接見親朋，提摩太後書就是於此時完成的。經過多次的庭審，至終被判定為死刑，又因他是羅馬公民，所以不需要受釘十字架的酷刑，他的刑罰較為輕易。根據古代的傳說，他被劊子手帶到南城的奧斯第亞門（Osteia）離城約二英哩的埃圭賽維（Aquae Saviae）刑場斬首。後來的君士坦丁大帝在此處建了一座「城外聖保祿大殿」，作為他殉道的紀念。

### 遺骨被發現
2002年，由梵蒂岡委派的考古學家，在羅馬第二大教堂「城外聖保祿大殿」祭壇下發現一個2.2米長的大理石棺，石棺面刻有拉丁文碑文「PAULO APOSTOLO MART」，即殉道者使徒保羅。為了避免對石棺造成破壞，考古學家使用了探針探查了石棺內部，發現裡面有香料、藍色和紫色的布料，以及碎骨片。根據放射性碳定年法的檢測結果，這些骸骨確定屬於公元一世紀或二世紀時期，此與使徒保羅殉道的年份吻合。
經過嚴謹的遺物遺骨科學分析，2009年6月28日，教宗本篤十六世宣佈，在羅馬第二大教堂「城外聖保祿大殿」祭壇下發現的石棺內之骸骨，初步證實屬於使徒保羅本人。

## 外部連結
- 呂沛淵（2002年）:（页面存档备份，存于） 《心靈得自由的使徒》 （页面存档备份，存于），《舉目》2002年11月第8期，海外校園
- （页面存档备份，存于） 保羅生平 （页面存档备份，存于）